# Volviendo a casa
Volviendo a casa es el segundo corte del álbum de estudio titulado El camino del fuego lanzado a la venta en 2002 por la banda argentina de heavy metal Rata Blanca. 
También se publicó como sencillo promocional, en una versión editada junto a "En nombre de Dios?" para promocionar el álbum. Éste cuenta con un video musical, el cual tuvo algunas críticas debido a que fue editado en casi 3 minutos y medio de duración.

## Vídeo musical
El video musical comienza con el logo del grupo Rata Blanca con un fondo de luz roja el cual estalla y se ve continuación una esfera transparente girando y se ve a los integrantes de la banda en pequeñas salas interpretando la canción, también se puede ver a diferentes parejas de jóvenes y ancianos. Finalizando el vídeo aparece la esfera transparente la misma que aparece al principio del video musical, y que inesperadamente es atrapada por el vocalista Adrián Barilari que está junto al guitarrista Walter Giardino.

## Lista de canciones
| Sencillo en CD |                                          |          |  |
| N.º            | Título                                   | Duración |  |
| 1.             | «Volviendo a casa» (Editada)             | 4:47     |  |
| 2.             | «En nombre de Dios?» (Versión del álbum) | 5:26     |  |